# Hot Wheels

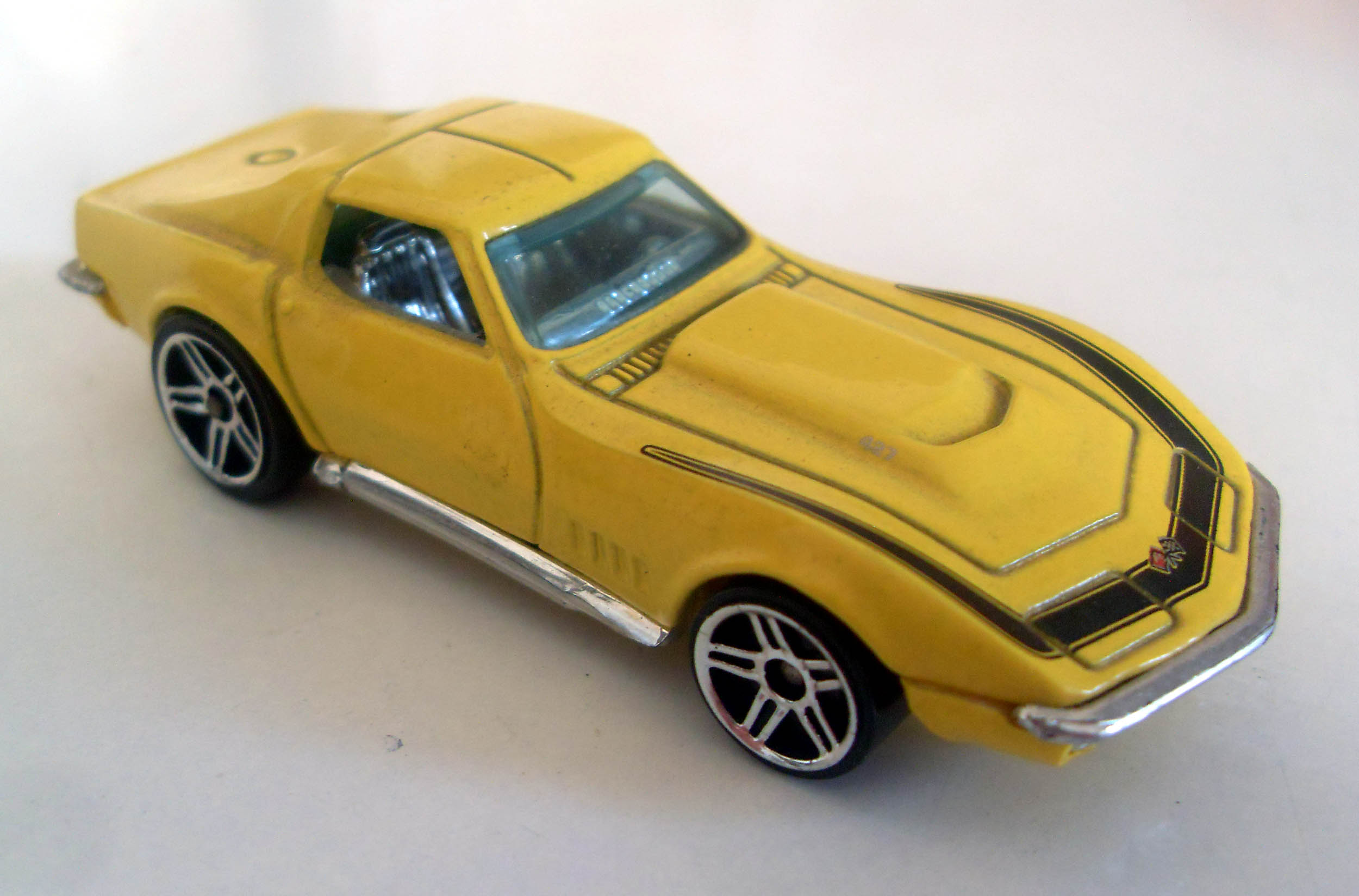
Samochodzik Hot Wheels

Hot Wheels – amerykańska marka zabawkowych samochodzików, wprowadzonych przez „Amerykańskie zabawki Mattel” w 1968 roku. Ich głównym rywalem był brytyjski Matchbox do roku 1996, kiedy firma Mattel nabyła od Tyco prawa do marki Matchbox.

## Historia
Elliot i Ruth Handler, wraz z przyjacielem Haroldem Matsonem, założyli w 1945 roku firmę wykonującą ramy do obrazów. Z odpadów produkcyjnych Ruth tworzyła mebelki do domków dla lalek – a niecały rok później produkcja zabawek stała się specjalizacją Mattela. Pod koniec lat 50. córka Handlerów, Barbara, zainspirowała mamę do stworzenia najsłynniejszej lalki świata, Barbie. Elliot na swój multimilionowy pomysł musiał trochę poczekać – w połowie lat 60. doszedł do wniosku, że miniaturowe modele samochodów dostępne dla dzieci są nudne, bo wzorowane wyłącznie na pełnowymiarowych pojazdach, a na dodatek bardzo opornie się poruszają. Handler rzucił wyzwanie brytyjskiej firmie Matchbox i wraz z grupą projektantów stworzył przyciągające wzrok, widowiskowe małe autka, znane dzisiaj jako Hot Wheels. Handlerowi udało się znaleźć niszę i wypełnić ją swoim innowacyjnym produktem – Hot Wheels zadebiutowały w 1968 roku i przez pierwsze 12 miesięcy sprzedało się ponad 16 milionów egzemplarzy.

## Produkcja
Pierwszy model z serii Hot Wheels powstał w 1968 roku. Cena przez 50 lat utrzymała się na tym samym poziomie – 1 $. Wyprodukowano 4 miliardy sztuk – to więcej niż wszystkich samochodów na świecie. Nad pierwszymi modelami z serii Hot Wheels pracowali projektanci podkupieni od producentów samochodów.

## Aplikacja
Firma Budge Studios stworzyła aplikację Hot Wheels Unilimited, ma ona recenzję 3,8. Została wydana w 2001 roku.

## Odniesienia w nauce
Od marki nazwano opisany w 2024 roku rodzaj pająków z rodziny worczakowatych Hotwheels.